# Amtsgericht Starnberg
Das Amtsgericht Starnberg ist eines von 73 Amtsgerichten in Bayern und ein Gericht der ordentlichen Gerichtsbarkeit mit Sitz in der Stadt Starnberg.

## Zuständigkeitsbereich und Instanzenzug
Das Amtsgericht Starnberg ist zuständig für den gesamten Landkreis Starnberg. Für das Genossenschafts-, Handels-, Partnerschafts- und Vereinsregister ist das Amtsgericht München, in Insolvenzverfahren und bei Zwangsversteigerungen ist das Amtsgericht Weilheim in Oberbayern zuständig.
Übergeordnete Instanzen sind der Reihe nach das Landgericht München II, das Oberlandesgericht München und der Bundesgerichtshof.

## Geschichte
Anlässlich der Einführung des Gerichtsverfassungsgesetzes am 1. Oktober 1879 kam es zur Errichtung des Amtsgerichts Starnberg, dessen Sprengel aus dem vorherigen Landgericht Starnberg gebildet wurde und folglich die damaligen Gemeinden Argelsried, Aschering, Berg, Breitbrunn am Ammersee, Buch am Ammersee, Buchendorf, Drößling, Erling, Etterschlag, Feldafing, Frieding, Gauting, Gilching, Hadorf, Hanfeld, Hechendorf am Pilsensee, Herrsching am Ammersee, Hochstadt, Inning am Ammersee, Kempfenhausen, Krailling, Leutstetten, Machtlfing, Maising, Meiling, Oberalting, Oberbrunn, Oberpfaffenhofen, Percha, Perchting, Pöcking, Söcking, Starnberg, Steinebach am Wörthsee, Traubing, Tutzing, Unering, Unterbrunn, Weßling und Widdersberg umfasste.
Mit Inkrafttreten des Gesetzes über die Organisation der ordentlichen Gerichte im Freistaat Bayern (GerOrgG) am 1. Juli 1973 wurde analog zur Vergrößerung des Landkreises Starnberg rund ein Jahr zuvor der Amtsgerichtsbezirk Starnberg um die bislang zum Amtsgericht Wolfratshausen gehörenden Orte Bachhausen und Höhenrain erweitert.

## Gerichtsgebäude
Das Amtsgericht befindet sich an der Otto-Gaßner-Straße 2, 82319 Starnberg. 